# Монтефиорино
Монтефиорино (итал. Montefiorino) је насеље у Италији у округу Модена, региону Емилија-Ромања.
Према процени из 2011. у насељу је живело 403 становника. Насеље се налази на надморској висини од 736 м.

## Становништво
Према резултатима пописа становништва 2011. у општини је живело 2.253 становника.
| 1931. | 1936. | 1951. | 1961. | 1971. | 1981. | 1991. | 2001. | 2011. |
| ----- | ----- | ----- | ----- | ----- | ----- | ----- | ----- | ----- |
| 4.974 | 4.556 | 4.587 | 3.833 | 3.122 | 2.493 | 2.332 | 2.317 | 2.253 |